# お水取り

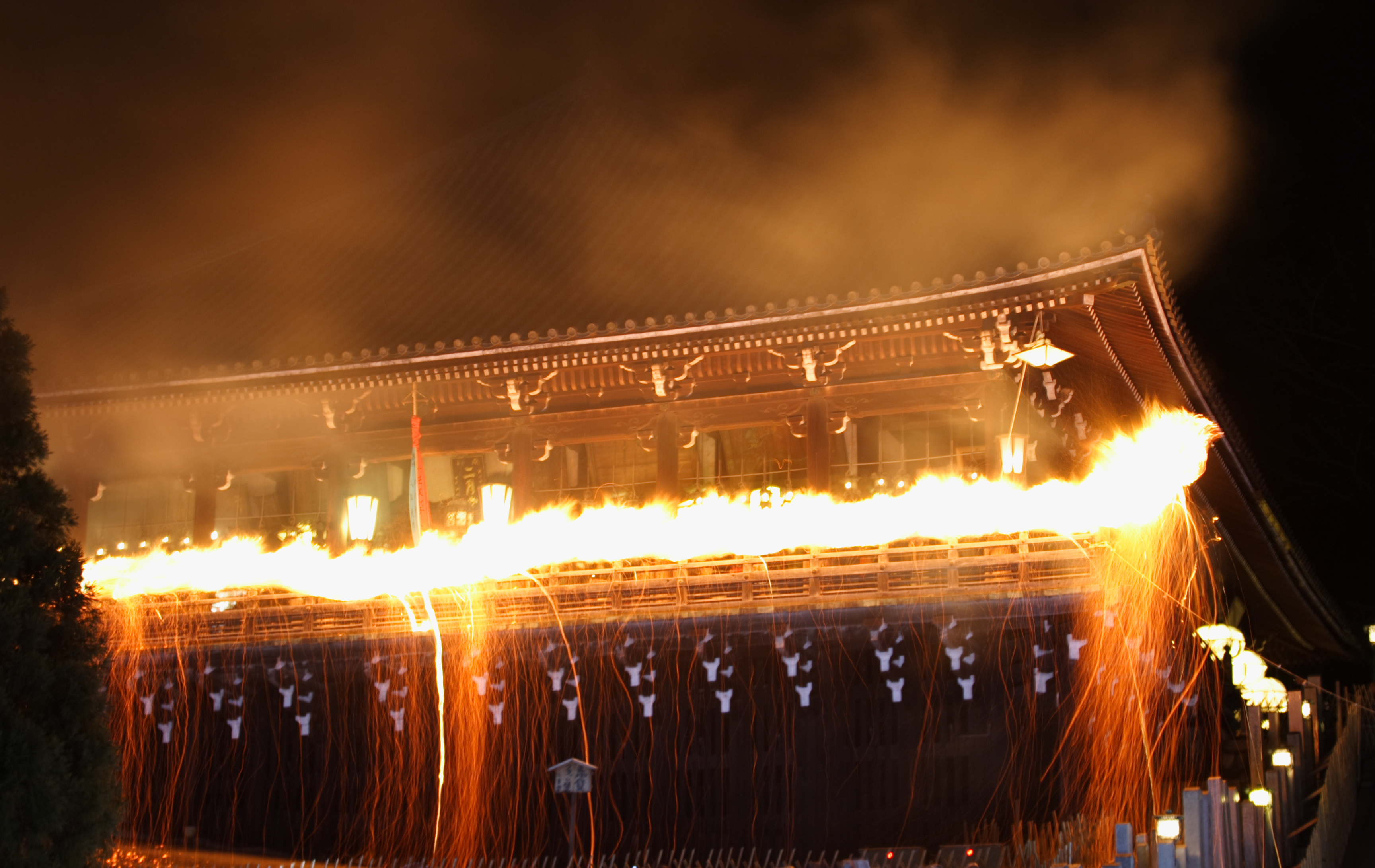
東大寺二月堂の代表的な行事。童子が回廊で松明を運ぶ。

お水取り（おみずとり）は、東大寺二月堂で行われる、修二会という法会の中の一行事。3月12日深夜に閼加井屋(あかいや)にお水を汲みに行くことからこの通称で呼ばれるようになった。
目的は、仏の前で罪過を懺悔すること（悔過）であり、2020年現在は3月1日から14日までおこなわれている。その間、心身を清めた僧（練行衆）が十一面観音の前で宝号を唱え、荒行によって懺悔し、あわせて天下安穏などを祈願する。
「お水取り」はあくまで行中の一部であり、旧暦2月に行われていたため「修二会（しゅにえ）」と呼ばれるが、正式名称は「十一面悔過（じゅういちめんけか）法要である。
二月堂本尊の十一面観音を祀る懺悔祈祷の厳行であり、（天平勝宝4年/752年）、良弁（ろうべん）の高弟実忠（じっちゅう）によってはじめられたと伝えられている。お水取りの通称は、東大寺領であった若狭の荘園から水を運搬して来たことに由来する。
古代には、天災や反乱などの国家的な災いは「国家の病気」によるものと考えられ、その病気を取り除く十一面悔過は国家的な宗教行事であり、「不退の行法」として引き継がれ、戦時中なども一度も中止されることなく行われ、令和5年で1272回目となる。
この行のハイライトは達陀（だったん）の行法。
12日、13日、14日の深夜のみに行われるこの行法は、練行衆が火天や水天に扮し二月堂内の暗闇の中で松明を燃やし行われる。神秘的とも言える行法である。
近畿地方では、「お水取りが終わると春が来る」という。

## 3月12日のお水取り
狭義の「お水取り」は修二会期間中の3月12日深夜に、二月堂前の若狭井という井戸から観音菩薩にお供えする「お香水」を汲み上げる儀式である。『二月堂縁起絵巻』（天文14年/1545年）によれば、実忠が修二会の最後に神名帳に記した1万3千7百余座の神々の名を読み上げ祈念したところ、遠敷明神だけが遅刻してこれを聞き逃した。これを悔やんだ遠敷明神は二月堂のほとりに「香水」を奉じると約束した。すると、黒と白の鵜が岩を割って飛び出し、その岩から泉が湧いたので、石を敷いて「閼伽井」とした、とある。
「香水」は若狭国から10日かけて地下を通って若狭井へ届くという伝説があり、福井県小浜市の若狭神宮寺では毎年3月2日に若狭井へ水を送る「お水送り」の神事が行われている。

## 竹送り
籠松明として使われている真竹を二月堂まで届ける行事を竹送りといい、奈良市内
や京田辺市、生駒市高山地区などから寄進されている。

## お水取りの起源に関する研究
伊藤義教は『東大寺お水取り』（1985年）において、修二会に見られるイラン文化との類似点や、お水取りの地下水路伝説とカナートとの関連などペルシア文化の影響を指摘している。対して五来重はペルシア文化伝来説を否定し、若狭とのつながりは後代に作られたものであり、民間の正月行事である「おこなひ」が起源であるという説を唱えた。